# Mujon
Le Mujon est un ruisseau du Pied du Jura et de la plaine de l'Orbe dans le canton de Vaud, en Suisse.

## Hydronymie
Le Mujon tirerait son nom de sa source, le Montjuvi, anciennement Montjuvis. Ce nom serait à rapprocher du latin Montem Jovinum qui désignerait un emplacement dédié à Jupiter.

## Géographie
Le Mujon est un ruisseau qui naît au lieu-dit Montjuvi à l'ouest de Rances au pied du massif du Jura. À sa sortie du petit bosquet, il est souterrain sur environ 350 m où il reçoit les eaux d'un autre petit ruisseau. À sa sortie, il marque la limite avec la commune de Sergey. Il continue de descendre en direction de l'est et entre sur la commune de Valeyres-sous-Rances dont il traverse le village de part en part. À la sortie du village, il entre dans la plaine de l'Orbe par la commune de Rances. Il contourne le bois de la Vuavre par l'ouest où une prise d'eau vient dévier une partie de son cours pour le moulin de Mathod. Peu après, il récupère les eaux du ruisseau de la Grande Age et entre totalement sur la commune de Mathod. Il perd alors son lit naturel et est désormais canalisé jusqu'à son embouchure. Il traverse alors le village où il y récupère les eaux de la station d'épuration intercommunale de Mathod et Suscévaz. Il bifurque alors en direction du nord-est et entre sur la commune de Suscévaz où il passe sous le village. Il traverse des champs du sud de la commune de Treycovagnes et passe sur les eaux du canal occidental et du déversoir de la Thièle. Son tronçon est déromais rectiligne jusqu'à son embouchure. Dans un premier temps, il longe parallèlement le canal occidental jusqu'au viaduc d'Yverdon de l'autoroute A5. Il passe ensuite sous ce viaduc puis entre dans la ville d'Yverdon-les-Bains et la traverse complètement jusqu'à son embouchure dans le lac de Neuchâtel entre le Bey et la Thièle, à la limite est de la réserve naturelle du bois des Vernes[réf. nécessaire].

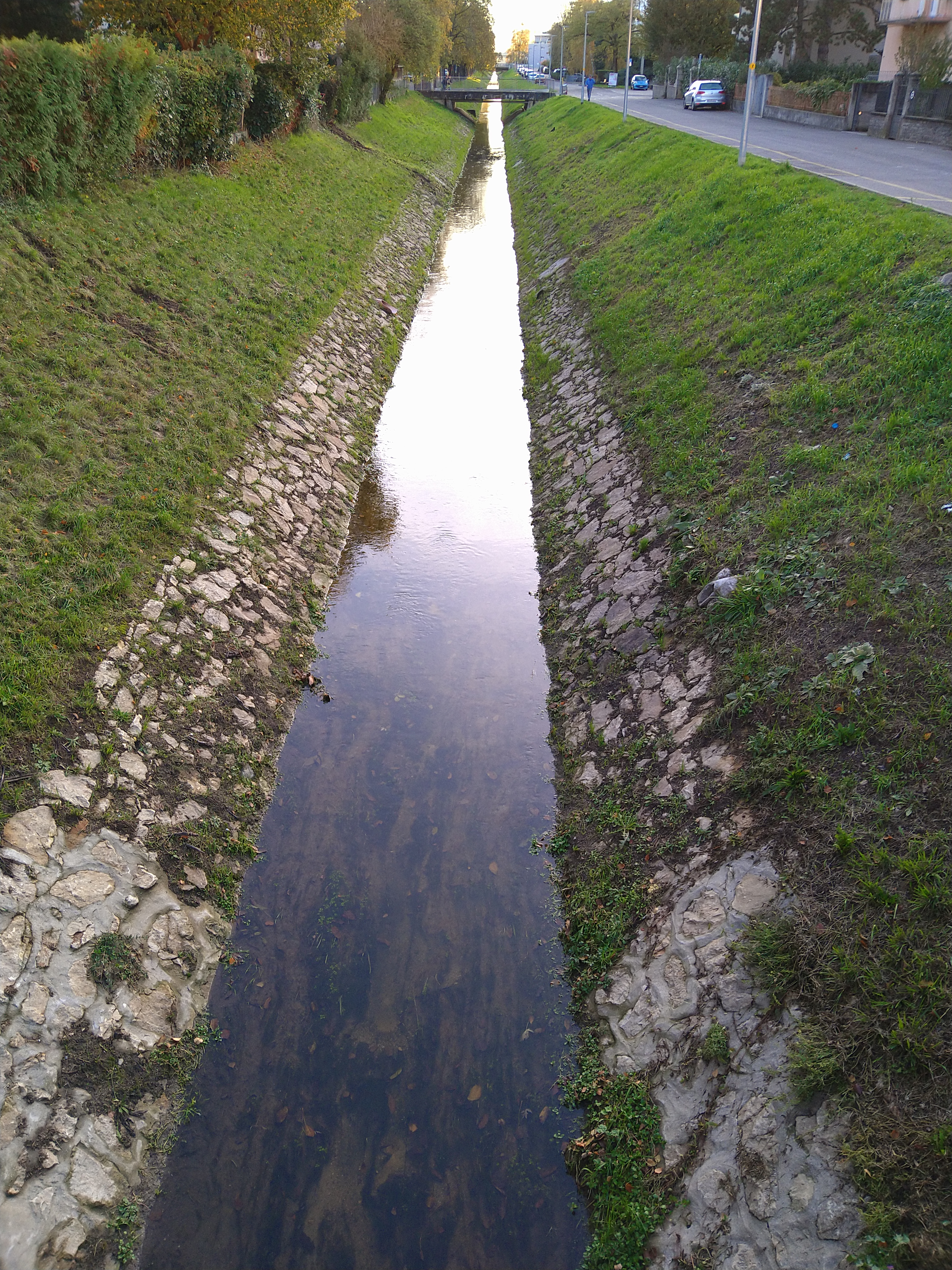
Le Mujon canalisé traverse Yverdon-les-Bains, ici le long de la rue du canal.

Le bassin versant du Mujon est de 26,7 km2. 28 % de son lit traverse des forêts, 61 % des surfaces agricoles et 11 % des zones urbanisées. 39 % de son lit et naturel ou semi naturel.

### Aménagements
En 2011, la station d'épuration de Valeyres-sous-Rance est raccordée à celle d'Orbe. Elle ne rejette plus ses eaux usées dans le Mujon. Toutefois, un déversoir subsiste en cas d'orage violent.
Si la partie amont du Buron s'écoule dans un lit naturel, le ruisseau a été canalisé au XIXe siècle dans sa partie coulant dans la plaine de l'Orbe. Dans le cadre des projets de renaturations des cours d'eau du canton de Vaud, l'embouchure du Mujon a été revitalisée de novembre 2019 à mai 2020. Sur ce tronçon de 350 m, le canal est défait et des bras morts sont constitués pour entrer dans la réserve naturelle du bois des Vernes. Sur la rive droite du ruisseau, un chemin de mobilité douce est construit avec différents points d'observation de la nature. Les travaux ont coûté 1,3 million de francs et ont été payés par la Confédération suisse, le canton de Vaud et la commune d'Yverdon-les-Bains,,,.

### Hydrologie
À Treycovagnes, le débit annuel moyen du Mujon est de 0,46 m3/s. Le débit de pointe le plus élevé est atteint le 4 janvier 2014 avec 9,58 m3/s. Son débit d'étiage est de 0,127 m3/s..
En 2020, une station limnimétrique est installée sur le territoire de la commune de Mathod. Elle est située sous un pont à une altitude de 443 m. À cette station, le débit journalier moyen le plus élevé est atteint le 25 décembre 2022 avec 1,915 m3/s. Le débit minimum moyen journalier lui a été mesuré le 1er août 2022 avec 0,007 m3/s.

## Faune
L'embouchure du Mujon irrigue les bois des Vernes, une forêt alluviale, qui est une réserve de faune aviaire. Le ruisseau du Mujon accueille essentiellement sur cette partie des oiseaux d'eau et des migrateurs.
Concernant la faune piscicole, les truites sont présentes dans la partie inférieure du cours d'eau. En 2021, l'État de Vaud recense la capture de 29 truites de plus de 24 centimètres.